# ألان دوسن
ألان دوسن (27 نوفمبر 1969 في جنوب أفريقيا - ) (بالإنجليزية: Alan Dawson)‏ هو لاعب كريكت جنوب أفريقي. شارك في دورة ألعاب الكومنولث 1998. ولعب مع Cape Cobras ‏.

## وصلات خارجية
- ألان دوسن على موقع إي آس بي آن كريك إنفو (الإنجليزية)